# Esmée Böbner
Esmée Böbner (Hasle, 3 de noviembre de 1999) es una jugadora de voleibol de playa suiza.

## Carrera
En 2015, formó pareja con Elise Boillat en el Campeonato Europeo Sub-18 en Riga y finalizó en el decimoséptimo lugar, el mismo lugar que obtuvieron en la Categoría Sub-20 en Lárnaca.  Al año siguiente estuvo con Jill Frangi en el Campeonato de Europa U20 en Antalya, pero solo terminaron en el vigésimo quinto lugar.
En 2017 compitió con Dunja Gerson en la edición del Campeonato Europeo Sub-22 en Baden y terminaron en cuarto lugar, y en el mismo año estuvo en la edición 2017 del Campeonato Mundial Sub-21 celebrado en Nankín, cuando jugó con Zoé Vergé-Dépré y finalizó en novena posición, misma posición obtenida en la edición del Campeonato Europeo Sub-20 en Vulcano, y juntos terminaron en cuarta posición en la edición del Campeonato Mundial Universitario de Voleibol de Playa celebrado en Múnich.
En 2018 obtuvo el tercer puesto en el Campeonato de Europa Sub-20 en Anapa junto a Sibelly Gilardi, y con Zoé Vergé-Dépré fueron subcampeones nacionales en 2018 y ese mismo año estuvieron en la edición del Campeonato Europeo Sub-22 Championship en Jūrmala terminando en noveno lugar, todavía compitiendo en el World Tour 2018, ganó su primer título en el Ljubljana Open y el cuarto lugar en el Vaduz Open, categoría de una estrella.
En 2019, compitió en el Campeonato Mundial Sub-21 en Udon Thani junto a Mara Betschart y terminó en quinto lugar. Con Zoé Vergé-Dépré compitieron en el Campeonato Europeo Sub-22 de 2019 en Antalya y terminaron en quinto lugar, y en el World Tour 2019 obtuvieron el subcampeonato en el Abierto de Montpellier.